# Jacques Jonghelinck
Jacques Jonghelinck, né à Anvers le 21 octobre 1530 et mort dans la même ville en 1606, est un sculpteur et médailleur maniériste flamand.

## Biographie
Jacques Jonghelinck est issu d'une famille de médailleurs anversoise ; son père, Pierre Jonghelinck, médailleur, a épousé Anne Grammaye, fille de Thomas Grammaye, administrateur de la monnaie des Pays-Bas méridionaux.
Il se rend à Milan en 1552 où il travaille avec Leone Leoni. De retour à Anvers, probablement l'année suivante, il travaille pour la famille royale. Proche d'Antoine Perrenot de Granvelle, ce dernier l'emploie comme médailleur et met à sa disposition un atelier dans son palais de Bruxelles. À partir de 1559, il travaille pour la régente Marguerite de Parme. Il quitte Anvers pour s'installer à Bruxelles en 1562 et devient sculpteur à la cour l'année suivante lorsqu'il est nommé sculpteur de Philippe II. À partir de 1572, après qu'il a été nommé directeur de la monnaie à Anvers, il se consacre essentiellement à la réalisation de médailles.
Ami de Brueghel, Jacques Jonghelinck est le frère de son plus grand mécène, Niclaes Jonghelinck.

## Galerie

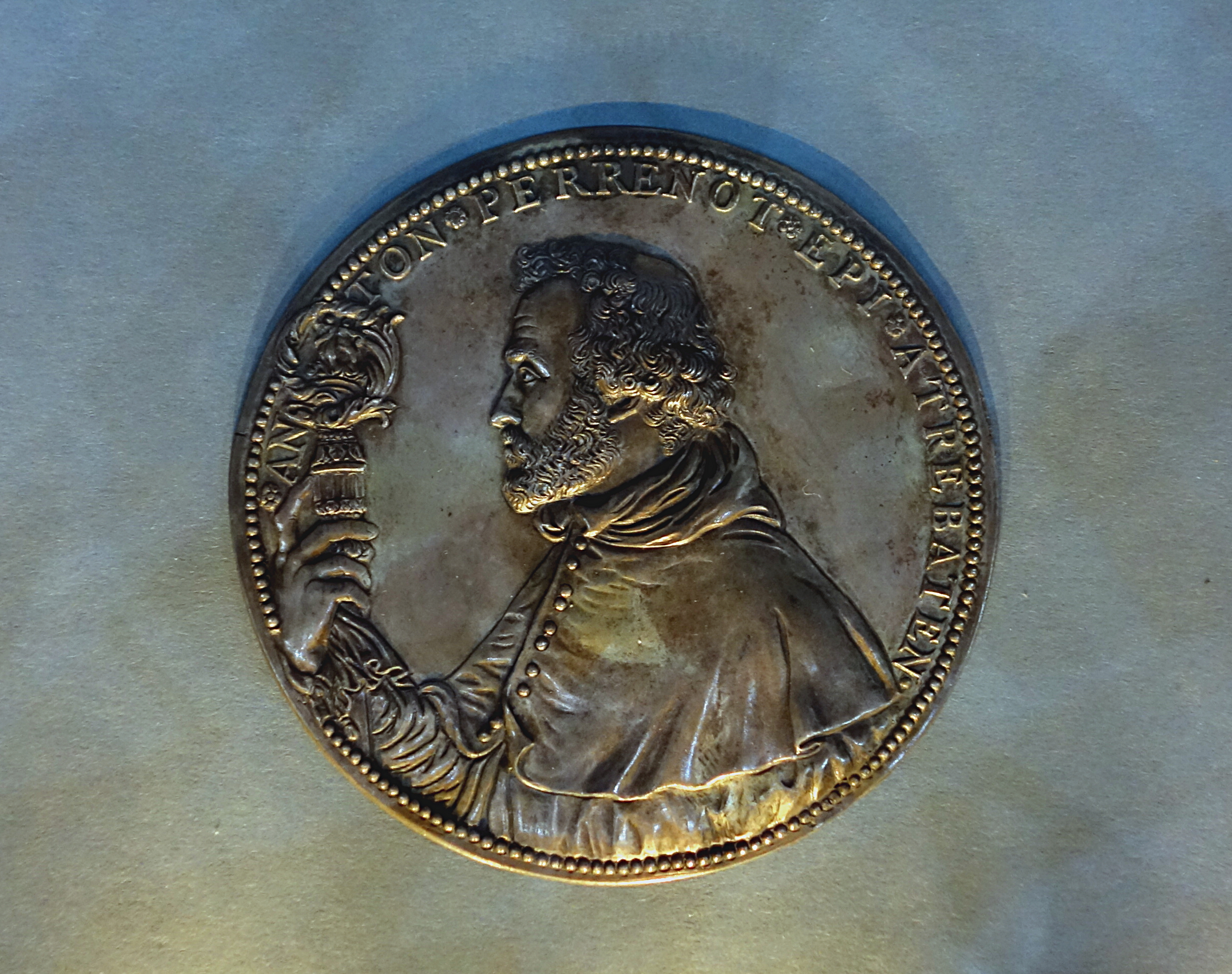
Médaille uniface du cardinal Granvelle (vers 1555)
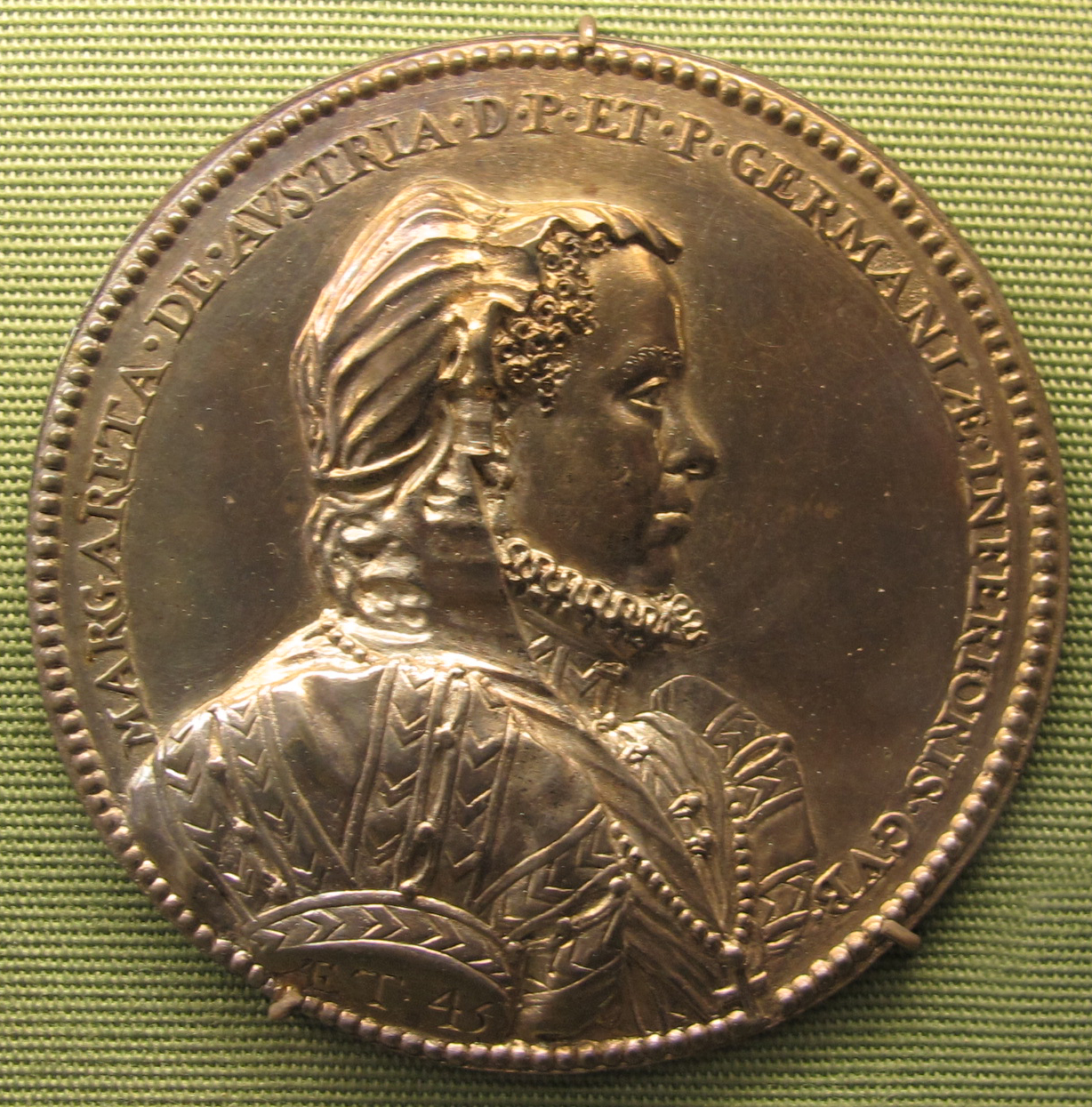
Marguerite de Parme (1556)
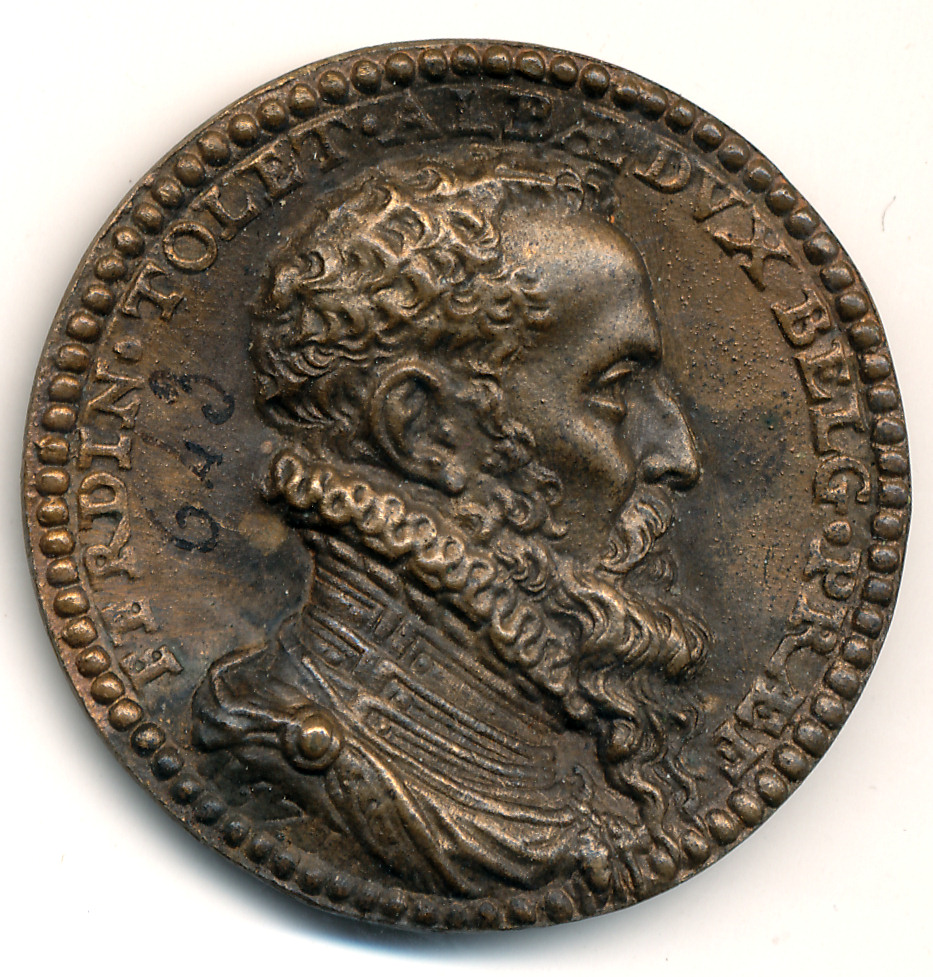
Médaille fondue pour commémorer le succès du Duc d'Albe (1571)